# مهدی‌آباد (بخش مرکزی ورامین)
مهدی‌آباد روستایی در دهستان بهنام وسط شمالی بخش مرکزی شهرستان ورامین استان تهران ایران است.

## جمعیت
بر پایه سرشماری عمومی نفوس و مسکن در سال ۱۳۹۵ جمعیت این روستا ۴۷ نفر (۱۳خانوار) بوده‌است.